# Клинический урок в Сальпетриер
«Клини́ческий уро́к в Сальпетрие́р» (фр. Une leçon clinique à la Salpêtrière) — групповой портрет, написанный художником Андре Бруйе (1857—1914), один из самых известных в истории медицины. На нём изображён невролог Жан-Мартин Шарко во время клинической демонстрации группе ординаторов. Многих из его учеников легко узнать; один из них — Жорж Жиль де ла Туретт, врач, описавший синдром Туретта.
Картина висит в коридоре университета Декарта в Париже.

## История

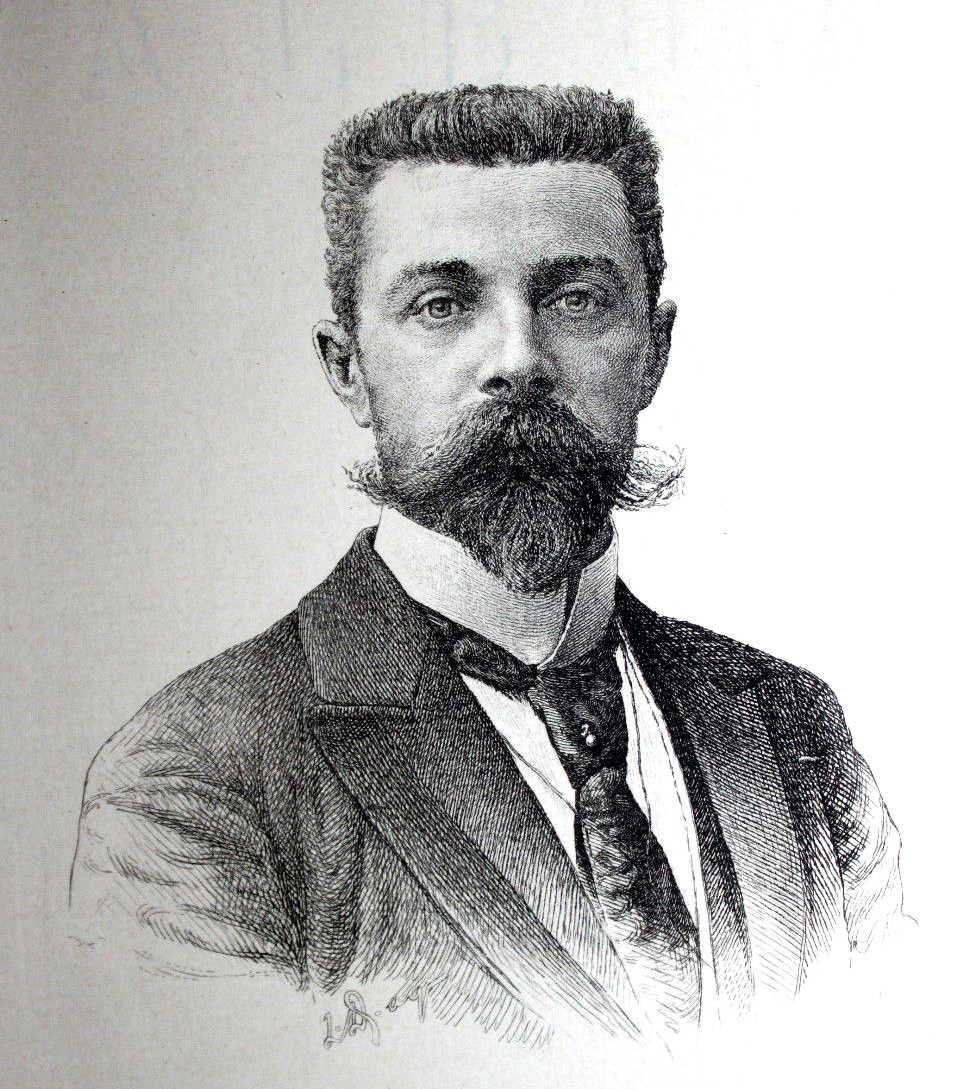
Андре Бруйе

Картина представляет собой большое полотно размером 290 см х 430 см, благодаря чему фигуры имеют почти натуральную величину. Цветовая гамма — яркая и контрастная. Картина была написана Бруйе в тридцатилетнем возрасте, на основе эскизов, сделанных художником с тридцати человек. Картина представляет собой традиционный для того времени групповой портрет нескольких учёных, объединённых общим делом. Впервые она была выставлена в Салоне искусства 1 мая 1887 года и получила доброжелательные отзывы. Впоследствии картину приобрела французская Академия изящных искусств за 3000 франков.
Бруйе был учеником известного академического художника Жана-Леона Жерома, чьи картины (например, «Фрина перед Ареопагом» (1861)) стали настолько популярны в копиях, что создавалось впечатление, будто бы их «нарисовали для того, чтобы потом скопировать».

## Описание

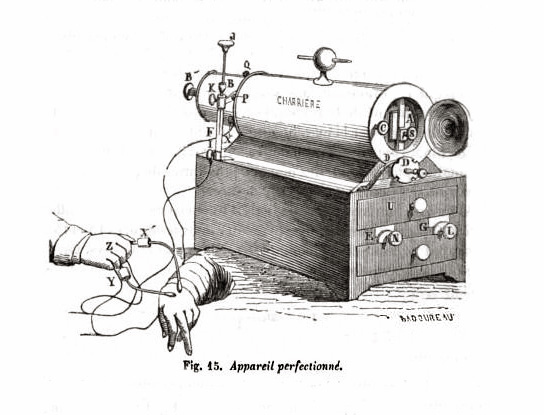
Электротерапевтическое устройство, изобретённое учителем Шарко Гийомом Дюшенном (1806—1875)

Картина представляет собой воображаемую сцену современной художнику научной демонстрации, основанную в то же время на реальной жизни. На картине изображён выдающийся французский невролог Жан-Мартен Шарко (1825—1893), читающий клиническую лекцию в больнице Сальпетриер в Париже. Изображённая на картине аудитория в Сальпетриере, в которой проводились лекции и клинические демонстрации, больше не существует.
На задней стенке лекционного зала находится большая картина, выполненная анатомом и художником-медиком Полем Рише, на которой воспроизведена истерическая поза, запечатлённая на одной из многочисленных фотографий, из числа тех, что делались в Сальпетриере. Картина эта, называющаяся «Periode de contortions» («Судорожный период»), изображает «женщину в конвульсивном и дугообразном положении», которое называлось опистотонус или «классическая поза истерики».
Ф. Морлок (2007, с. 133) замечает поразительное и драматическое совпадение в том, что «в 1878 году Рише воспроизвёл позу в [своём] рисунке по фотографии… [и] теперь, в 1887 году… истерика воспроизводит в жизни позу с рисунка».
Справа от Шарко на столе лежат «молоточек для проверки рефлексов и то, что можно распознать как электротерапевтическое устройство Дюшенна».

## Персонажи картины
За исключением четырёх человек слева от Шарко, персонажи расположены двумя концентрическими дугами: внутренний круг, в котором изображены «шестнадцать из его нынешних и бывших помощников врача [стоящих] по старшинству в обратном порядке», и внешний круг, изображающий «старшее поколение» [врачей-коллег] … вместе с философами, писателями и друзьями Шарко.
Синьоре (1983, с. 689) и Харрис (2005, p. 471) идентифицировали каждого из людей, изображённых на картине Бруйе; Синьоре приводит для каждого биографические подробности.

### Группа вокруг Шарко
Вокруг Шарко находятся пять человек (справа налево): мадемуазель Экари, медсестра в Сальпетриер; Маргарита Боттар, директор сестринского отделения в Сальпетриер; Жозеф Бабинский (1857—1933), руководитель дома Шарко; Мари «Бланш» Виттман, пациент Шарко; и сам Жан-Мартен Шарко.

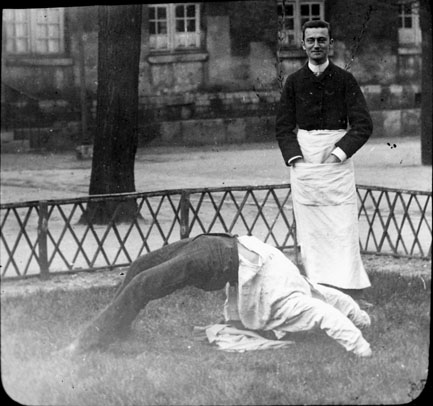
Альберт Лонде фотографирует пациента Сальпетриера в той же позе, что и на рисунке Рише

### Внутренняя группа у окна
Шестеро сидящих возле окна (справа налево): Поль Рише (1849—1933), художник-медик, анатом и врач (написавший картину на задней стене); Шарль Самсон Фере (1852—1907), психиатр, помощник Шарко и его секретарь; невролог Пьер Мари (1853—1940); невролог и патолог Эдуард Бриссо (1852—1909); врач-невролог, ученик Шарко Пол-Адриен Бербез (1859-?) и Жильбер Балле (1853—1917), кому было суждено стать одним из последних главврачей при Шарко.

### Внешняя группа у окна
Шестеро, стоящих возле окна (справа налево): патологоанатом, невролог и психиатр Алис Жоффруа (1844—1908), патологоанатом, невролог и психиатр; Жан-Батист Шарко (1867—1936), сын Шарко, в то время студент-медик, а затем полярный исследователь; профессор анатомии и гистологии Матиас-Мари Дюваль (1844—1907); Georges Maurice Debove (1845—1920), ставший позднее деканом медицинской школы; коллекционер, критик и писатель Филипп Бюрти и патолог, гистолог и политик Виктор Андре Корниль (1837—1908).

### Другие зрители

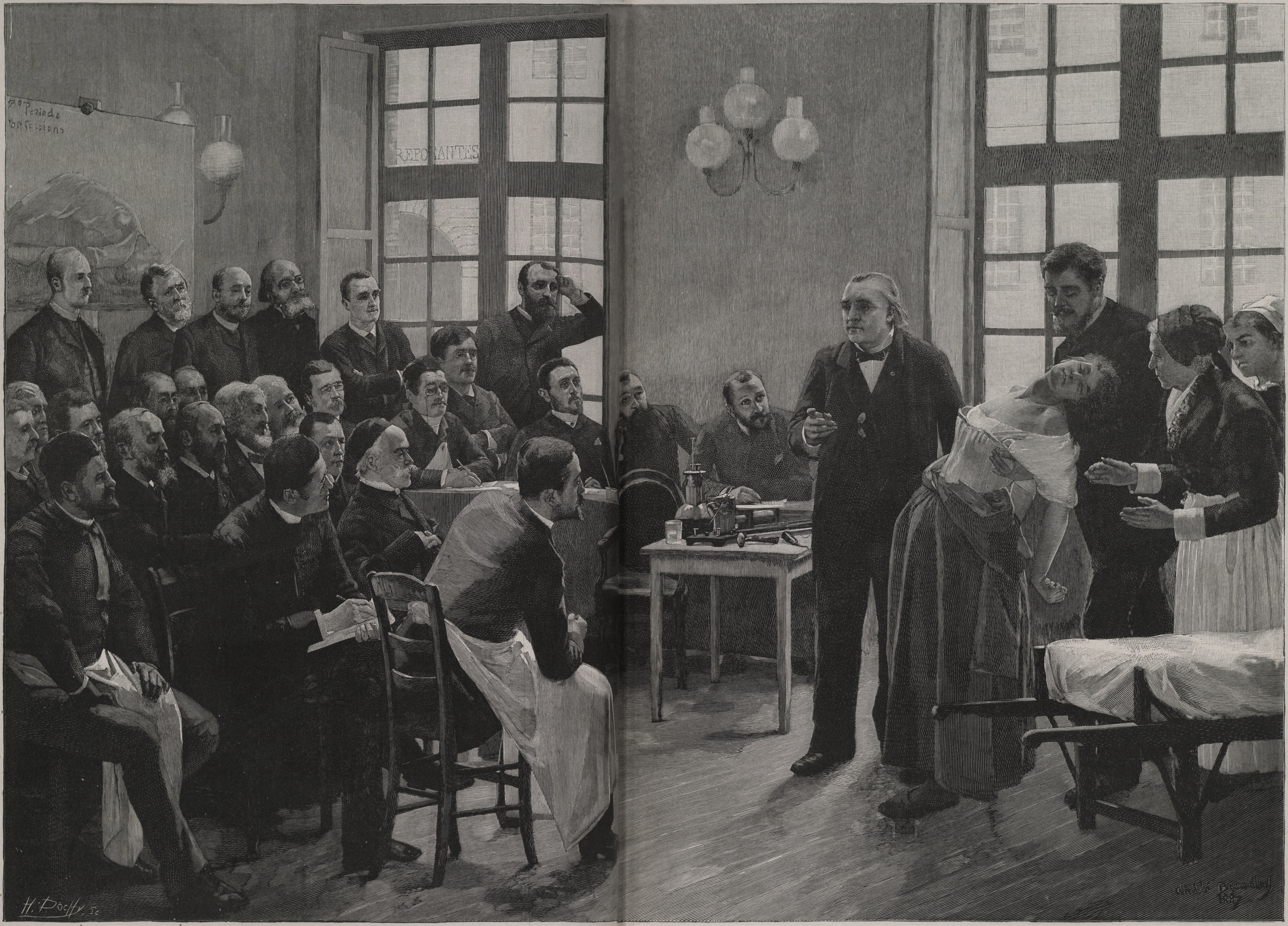
Репродукция картины Бруйе в виде гравюры на дереве, выполненной Анри Доши (1851—1915)

Остальные тринадцать человек сидят либо параллельно задней стене, либо на стороне лекционного зала, напротив окон. Это (слева направо): психолог Теодюль-Арман Рибо (1839—1916); психоневролог Жорж Гино (1859—1932) ; Альберт Лонд (1858—1917), медицинский фотограф и хронофотограф (в фартуке); Леон Гружон Ле Бас (1834—1907), главный администратор больницы в Сальпетриере; Альбер Гомбо (1844—1904), невролог и анатом; Поль Арен (1843—1896), писатель; Жюль Клери (1840—1913), журналист и литературный деятель; Альфред Джозеф Наке (1834—1916), врач, химик и политик; Дезире-Маглуар Борнвиль (1840—1909), невролог и политик; Генри Бербез (с ручкой и блокнотом), младший брат Поль-Адриен Бербез (сидящий напротив за столом); Анри Парино (1844—1905), офтальмолог и невролог; Ромен Вигуру (1831—1911), лидер электродиагностики, первооткрыватель электрической активности кожи (в тюбетейке); и, наконец, в переднике, невролог и врач Жорж Жиль де ла Туретт (1857—1904).

## Текущее местонахождение картины
Картина недавно вернулась в Париж, «проведя большую часть своей жизни в безвестности в Ницце и Лионе».
В настоящее время она висит без рамы в коридоре Университета Декарта в Париже, недалеко от входа в Музей истории медицины, в котором находится одна из старейших в Европе коллекций хирургического, диагностического и физиологического инструментария.

## Репродукции
В девятнадцатом веке было создано значительное количество различных версий оригинальной картины.
По оценке Морлока (2007, с. 135), между первым появлением картины в 1887 году и её исчезновением из публичного обозрения в 1891 было произведено по меньшей мере пятнадцать уникально различных репродукций, выполненных с помощью таких методов, как гравировка, офорт, литография, фотогравюра и другие фотомеханические процессы.

### Литография Фрейда
У Зигмунда Фрейда была маленькая (38,5 см х 54 см) обрамлённая литографическая копия картины, сделанная Эженом Пиродоном (1824—1908), которая висела на стене его венских кабинетов с 1886 по 1938 год. После приезда Фрейда в Англию картина была немедленно повешена в его лондонском кабинете.